# Roberto Trotta
Roberto Trotta (Pigüé, 28 de gener de 1969) és un exfutbolista i entrenador argentí. Com a jugador, ocupava la posició de defensa.
Va militar en diversos clubs del seu país, com Estudiantes o River Plate. Amb Vélez Sarsfield va assolir la Libertadores de 1995. També ha passat per les competicions espanyola, italiana o equatoriana, entre d'altres. Té al seu haver l'ésser el jugador més vegades expulsat de la lliga argentina, un total de 17 sancions directes.
Després de retirar-se, ha seguit vinculat al món del futbol al capdavant d'equips com Independiente Rivadavia o Club Almagro.

## Títols

### Vélez Sársfield
- Torneo Apertura: 1995
- Torneo Clausura: 1993
- Copa Libertadores: 1994
- Intercontinental: 1994
- Copa Interamericana: 1994

### River Plate
- Torneo Apertura: 1999
- Torneo Clausura: 2000